# Giáo hoàng Gioana

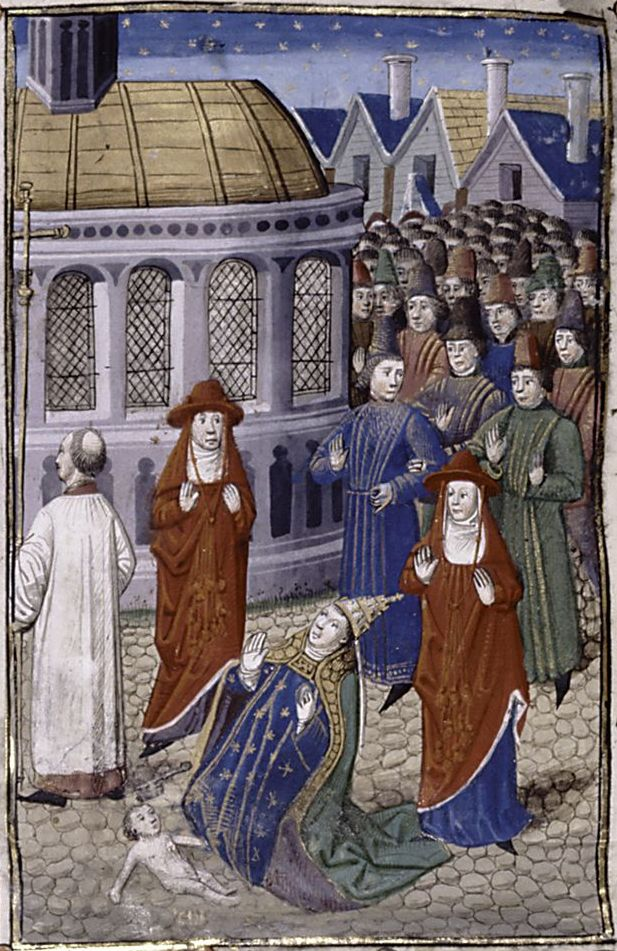
Giáo hoàng Gioana đội Triều thiên Ba tầng, đang trong cuộc diễu hành thì sinh đứa bé. Minh họa thế kỉ 15.

Giáo hoàng Gioana (tiếng Anh: Pope Joan), cũng gọi La Papessa Giovanna hay Ioannes Anglicus, một nhân vật nữ giới, mà theo truyền thuyết thời Trung Cổ đã trở thành Giáo hoàng trong khoảng 2 năm. Câu chuyện về bà được phát hiện vào thế kỉ 13 và ngay sau đó được lan truyền khắp Châu Âu. Dù được tin qua mấy thế kỉ, phần nhiều nhà lịch sử và học giả tôn giáo hiện đại coi Giáo hoàng Gioana là chuyện giả tưởng, có thể phát sinh là truyện châm biếm chức Giáo hoàng.
Theo hầu hết câu chuyện, Gioana là một phụ nữ có giáo dục tốt, nhưng sau đó vì sự sắp đặt của tình nhân mà cải trang thành nam giới. Và cũng theo nhiều truyền thuyết, Gioana đã rất nổi trội trong Nhà thờ Công giáo La Mã ở Vatican và cuối cùng được bầu chọn trở thành Giáo hoàng. Giới tính thật của bà được khám phá ngay khi bà hạ sinh một đứa bé trong cuộc diễu hành của mình, và bà cũng mất ít lâu sau đó, bị ám sát hoặc chết tự nhiên tùy vào dị bản. Tránh phải vết nhơ đáng hổ thẹn này, sau khi bầu chọn được Giáo hoàng, thì đoàn thể Hồng y phải kiểm tra người đó để xác định là nam giới và điều này dần trở thành tục lệ có thật. Bên cạnh đó, theo truyền thuyết thì việc Gioana là nữ cũng khiến Tòa thánh Vatican phải xóa bỏ toàn bộ lý lịch chính thức về bà. Vào thế kỉ 16, Nhà thờ chính tòa Siena đã tạc bức tượng Giáo hoàng Gioana đặt bên cạnh các Giáo hoàng nam khác, nhưng đã bị hủy sau cuộc Kháng Cách vào năm 1660.
Truyền thuyết về bà được tin là thực mãi đến thế kỉ 16, khi Công giáo và Kháng Cách xảy ra mâu thuẫn, thì câu chuyện về Gioana lại được đưa ra bàn luận. Sau nhiều nghiên cứu, Gioana được nghi ngờ là hư cấu vì lỗ hổng lớn về thời gian sống và các sử liệu. Cuối cùng, học giả phái Kháng Cách là David Blondel tuyên bố câu chuyện về Gioana đơn giản chỉ là bịa đặt hư cấu. Và mặc dù như vậy, câu chuyện về "Nữ Giáo hoàng Gioana" đã tồn tại đủ lâu để ảnh hưởng lên rất nhiều đề tài văn hóa.

## Truyền thuyết
Câu chuyện về Gioana lần đầu được đề cập trong truyện ký "Chronica Universalis Mettensis" của Jean de Mailly, một thầy tu dòng Anh Em Giảng Thuyết, được viết vào thế kỉ 13. Theo ghi chú của Jean, câu chuyện diễn ra năm 1099, và vị Nữ Giáo hoàng này vẫn chưa được đặt tên:
Query: Concerning a certain Pope or rather female Pope, who is not set down in the list of popes or Bishops of Rome, because she was a woman who disguised herself as a man and became, by her character and talents, a curial secretary, then a Cardinal and finally Pope. One day, while mounting a horse, she gave birth to a child. Immediately, by Roman justice she was bound by the feet to a horse's tail and dragged and stoned by the people for half a league, and, where she died, there she was buried, and at the place is written: "Petre, Pater Patrum, Papisse Prodito Partum" [Oh Peter, Father of Fathers, Betray the childbearing of the woman Pope]. At the same time, the four-day fast called the "fast of the female Pope" was first established.
.

Nghi vấn: Về việc một Giáo hoàng nào đó, chính xác là một Nữ Giáo hoàng, người đã không được ghi lại trong danh sách Giáo hoàng và Giám mục thành Rome, bởi vì bà đã cải trang thành nam giới, sau nhờ vào năng lực và trí tuệ của mình, bà đã đi từ Thư ký, Hồng y rồi Giáo hoàng. Một ngày nọ, khi đang cưỡi ngựa thì bà sinh ra một đứa trẻ. Ngay lập tức, Cộng đồng đức tin La Mã đã trói chân bà vào đuôi ngựa, bà bị kéo lê và bị ném đá bởi dân chúng trong hơn nửa dặm. Bà tắt thở ngay sau đó, và nơi bà được chôn cất có ghi: "Petre, Pater Patrum, Papisse Prodito Partum" [Oh Peter, Cha của các đức Cha, lầm lỗi cho Nữ Giáo hoàng]. Ngay lúc đó, một buổi niệm chay kéo dài 4 ngày đã được tổ chức gọi là "Mùa ăn chay Nữ Giáo hoàng" lần đầu tiên được cử hành.— Jean de Mailly, Chronica Universalis Mettensis

Câu chuyện này được một người chung dòng tu khác là Stephen de Bourbon ghi lại trong "Seven Gifts of the Holy Ghost" của ông ta. Tuy nhiên, câu chuyện chỉ được rộng rãi khi lần thứ 3 được hiệu đính bởi Martin thành Opava trong tập "Chronicon Pontificum et Imperatorum" với rất nhiều sự điều chỉnh: đặt tên cho nhân vật thành [John Anglicus] và chuyển bối cảnh từ thế kỉ 11 thành thế kỉ 9, tạo nên nhân vật ở giữa Giáo hoàng Leo IV và Giáo hoàng Benedict III khoảng những năm 850. Cụ thể thì:
| “                                                          | John Anglicus, born at Mainz, was Pope for two years, seven months and four days, and died in Rome, after which there was a vacancy in the Papacy of one month. It is claimed that this John was a woman, who as a girl had been led to Athens dressed in the clothes of a man by a certain lover of hers. There she became proficient in a diversity of branches of knowledge, until she had no equal, and, afterward in Rome, she taught the liberal arts and had great masters among her students and audience. A high opinion of her life and learning arose in the city; and she was chosen for Pope. While Pope, however, she became pregnant by her companion. Through ignorance of the exact time when the birth was expected, she was delivered of a child while in procession from St. Peter's to the Lateran, in a lane once named Via Sacra (the sacred way) but now known as the "shunned street" between the Colosseum and St Clement's church. After her death, it is said she was buried in that same place. The Lord Pope always turns aside from the street, and it is believed by many that this is done because of abhorrence of the event. Nor is she placed on the list of the Holy Pontiffs, both because of her female sex and on account of the foulness of the matter. . John Anglicus, sinh ra ở Mainz, đã trở thành Giáo hoàng trong 2 năm, 7 tháng và 4 ngày. Mất ở thành Rome, trong cuộc hỗn loạn chính quyền Giáo hoàng hơn 1 tháng. Có cáo buộc vị Giáo hoàng John này là phụ nữ, từ khi còn là một cô bé đã bị đưa đến thành Athens, sửa soạn và cải trang thành nam giới bởi chỉ thị từ người tình nào đó của bà ta. Tại đấy, bà ta có được nền tảng trí thức tuyệt vời, cho đến khi không còn ai đuổi kịp bà ta về học thức. Sau đó, bà đến thành Rome, dạy bảo những học thức nghệ thuật, trong nhiều học trò đi theo bà có nhiều người lỗi lạc. Sau danh tiếng ngày càng tăng, bà được chọn thành Giáo hoàng. Khi trở thành Giáo hoàng, bà lại mang thai với một người hầu cận. Dù đã cảnh báo trước thời điểm lâm bồn, bà đã gặp họa khi sinh ra một đứa bé ngay trong cuộc diễu hành của mình từ Vương cung Thánh đường St. Peter's đến Lateran, ngay trên một con đường nhỏ từng tên là Via Sacra, nhưng bây giờ được biết là Shunning Street ở giữa Colosseum và Nhà thờ St Clement's. Sau cái chết của bà, người ta đồn rằng bà được chôn ngay tại đấy. Sau này, các Giáo hoàng đều lánh xa con đường này, và nhiều người tin đây là biểu thị sự ghê tởm của sự kiện năm xưa. Tên bà bị gạch ra khỏi Danh sách các đức Giáo hoàng truyền thống, vì giới tính, và cũng vì sự ô uế mà bà mang đến cho Tòa thánh. | ” |
| — Martin thành Opava - Chronicon Pontificum et Imperatorum | |   |

Một dị bản khác của Chronicon, Nữ Giáo hoàng không bị chết, nhưng bị phế truất và bà đã dành khoảng thời gian còn lại của mình để xám hối. Đứa bé bà sinh ra, là một bé trai, về sau thành Giám mục Ostia, yêu cầu mẹ mình sẽ được chôn trong nhà thờ mà mình cai quản sau khi bà qua đời.
Một số ý kiến câu chuyện này đã được ghi trước Chronicon, tuy vậy lại không có bằng chứng văn bản nào. Một dẫn chứng thường được chỉ ra là ghi chép của Anastasius Bibliothecarius, người đương thời vào khoảng thời gian mà Chronicon cung cấp. Tuy vậy, sự ghi chép của Anastasius về Nữ Giáo hoàng cũng rất mơ hồ và không đáng tin, dựa theo ghi chép còn lưu lại tại Thư viện Vatican, thì có vẻ là đấy phụ chú của người biên sách về sau, sau niên đại của Martin. Điều tương tự xảy ra với Chronicle of the Popes của Marianus Scotus, cuốn sách hoàn thành thế kỉ thứ 11, với những hồi ức về Nữ Giáo hoàng tên [Johanna], nhưng niên đại của những hồi ức này hoàn toàn sau Chronicon của Martin. Những ghi chép trước niên đại Martin hoàn toàn không ghi nhận về truyền thuyết này.
Một vài dị bản của truyền thuyết chứng minh sự tồn tại của Nữ Giáo hoàng bằng cách chỉ ra từ sau thời đại của Gioana, các Giáo hoàng đều phải ngồi trên một cái ghế gọi là sedia stercoraria, chiếc ghế có một cái lỗ ở giữa. Sau khi người được chọn là Giáo hoàng ngồi lên, một Hồng y sẽ kiểm tra xem Giáo hoàng ấy cái tinh hoàn hay không thông qua cái lỗ, và hô ["Duos habet et bene pendentes"] (Dịch: Ông ta có hai viên tinh hoàn, cả hai đều còn lủng lẳng), hay ["Habet"] (Dịch: Ông ta có nó) cho ngắn gọn. Sự tồn tại của chiếc ghế này được củng cố vào khoảng năm 1290, một thầy tu dòng Anh Em Giảng Thuyết là Robert thành Uzès đã chứng minh cái ghế có tồn tại, và ghi lại rằng: ["Chiếc ghế đó, là nơi các Giáo hoàng chứng minh mình là nam giới"].

## Biến thể
Từ giữa thế kỉ 13 và sau đó, truyền thuyết về Gioana đã trở nên phổ biến và tin tưởng có thực. Bà trở thành một hình ảnh mà dòng Anh Em Giảng Thuyết sử dụng để thuyết giáo. Bartolomeo Platina, một học giả từng làm Thư quỹ cho Thư viện Vatican, đã viết Vitæ Pontificum Platinæ historici liber de vita Christi ac omnium pontificum qui hactenus ducenti fuere et XX vào năm 1479 bởi chỉ thị từ Giáo hoàng Sixtus IV. Cuốn sách chứa đựng thông tin tiếp theo về Nữ Giáo hoàng:

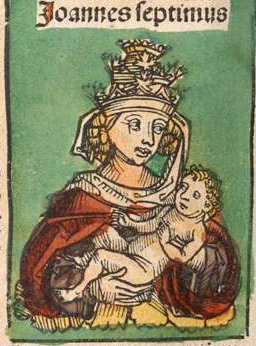
Nữ Giáo hoàng Joannes Septimus, minh họa khoảng năm 1493, trong ấn phẩm tôn giáo của Hartmann Schedel.

Pope John VIII: John, of English extraction, was born at Mentz and is said to have arrived at popedom by evil art; for disguising herself like a man, whereas she was a woman, she went when young with her paramour, a learned man, to Athens, and made such progress in learning under the professors there that, coming to Rome, she met with few that could equal, much less go beyond her, even in the knowledge of the scriptures; and by her learned and ingenious readings and disputations, she acquired so great respect and authority that upon the death of Pope Leo IV by common consent she was chosen pope in his room. As she was going to the Lateran Church between the Colosseum and St. Clement's her travail came upon her, and she died upon the place, having sat two years, one month, and four days, and was buried there without any pomp. This story is vulgarly told, but by very uncertain and obscure authors, and therefore I have related it barely and in short, lest I should seem obstinate and pertinacious if I had admitted what is so generally talked. I had better mistake with the rest of the world, though it be certain, that what I have related may be thought not altogether incredible.
.
Giáo hoàng John VIII: John, dòng dõi người Anh, sinh ra tại Mentz, được nói là đạt được chức danh Giáo hoàng qua chiêu trò quỷ dữ, cải trang thành đàn ông mặc cho mình vốn là phụ nữ. Từ khi còn trẻ, bà ta cùng một nhân tình, vốn là quý ông có học thức, trốn đến thành Athens và tiếp thu những kiến thức vĩ đại từ các giáo sư lỗi lạc khi ấy. Đến thành Rome, rất ít người có thể so được với bà về kiến thức, đặc biệt là tri thức Thánh kinh, và thông qua những trí thức cùng những cuộc tranh luận, bà đã có sự ngưỡng mộ của những người uy tín nhất, và thời điểm Giáo hoàng Leo IV qua đời, bà lập tức được chọn làm Giáo hoàng ngay trong căn phòng mà ông vừa từ trần. Khi bà ta diễu hành đến Nhà thờ Lateran, ở giữa Colossean và St. Clement, bà ta đã sinh một đứa trẻ và chết ngay sau đó, ngay tại nơi mà bà ta hạ sinh, sau 2 năm, 7 tháng và 4 ngày ngồi tranh ngai thánh. Bà được chôn ngay tại khu đất ấy, không bất kỳ có tưởng niệm.
Câu chuyện này được kể đi kể lại rất nhiều, nhưng đều thông qua những tài liệu mơ hồ và những học giả không rõ uy tín, nên ta thường chỉ nói ngắn gọn, để tránh kẻo người ta nói ta ương ngạnh và ngoan cố. Và ta khá tin chắc rằng trái với toàn thể còn lại với thế giới, thì câu chuyện này với ta có vẻ không có gì phi thường.

Câu chuyện này về sau còn được nhắc đến rất nhiều, tận thời kỳ Phục hưng. Giovanni Boccaccio đã viết về bà trong De Mulieribus Claris, Adam xứ Usk còn cho bà cái tên khác là [Agnes], và đề cập một bức tượng ở thành Rome có thể là tạc ảnh về bà, tuy vậy bức tượng này không được nhắc đến bởi bất kỳ đâu, bất kỳ ai có niên đại sớm hơn Adam, và có thể bức tượng được "cho là" Nữ Giáo hoàng mãi về sau. Sang thế kỉ 14, một cuốn sách hướng dẫn người hành hương đến Rome tên Mirabilia Urbis Romae, có đề cập rằng Nữ Giáo hoàng được chôn ở Vương cung Thánh đường St. Peter's, đây cũng là quãng thời gian mà một dự án tạc tượng bán thân của các Giáo hoàng trong quá khứ ở Nhà thờ chính tòa Siena bắt đầu đi vào quá trình thực hiện, trong đó một bức tượng tên ["Johannes VIII, Foemina de Anglia"] được tạc để tưởng niệm Nữ Giáo hoàng, được đặt xen giữa tượng của hai vị Giáo hoàng là Leo IV và Benedict III.
Năm 1415, phiên tòa xét xử Jan Hus diễn ra, ông đã tranh cãi rằng Nhà thờ Công giáo không thật sự cần một Giáo hoàng, dẫn chứng rằng trong thời nhiệm kỳ của ["Giáo hoàng Agnes"], mọi việc đều rất tốt đẹp. Những nhà lập luận phản đối Hus chỉ ra rằng lý lẽ của Hus không liên quan gì đến sự độc lập của Nhà thờ Công giáo, nhưng lại không có ý phủ định sự tồn tại của Nữ Giáo hoàng.

## Sự xét lại

### Thời kỳ Cải cách
Sang thế kỉ 16, sự xét lại truyền thuyết này bắt đầu trở thành đề tài nghiên cứu. Florimond de Raemond, một nhà khảo cổ, đã là người đầu tiên công khai xuất bản một tập tài liệu chứng minh truyền thuyết là không đúng, quyển sách có nhan đề Erreur Populaire de la Papesse Jeanne, hay L'Anti-Papesse. Cuốn sách này được Raemond vận dụng các kỹ năng nghiên cứu tân tiến, với việc tiến hành tra xét văn bản gốc cùng truyền miệng, hoặc tra xét các khía cạnh văn bản chuyên môn thuộc hay không thuộc giáo phái, và ông đã thành công vang dội với hơn 15 lần tái bản cuốn sách.
Năm 1601, Giáo hoàng Clement VIII chính thức nói Gioana là một điều hư cấu. Bức tượng bán thân nổi tiếng của bà, [Johannes VIII, Femina ex Anglia], được trưng bày tại Nhà thờ chính tòa Siena ngay sau đó bị thay thế, và thay bằng tượng của Giáo hoàng Zachary. Sau cùng, truyền thuyết về Gioana bị phá giải triệt để bởi học giả phái Kháng Cách là David Blondel vào giữa thế kỉ 17. Blondel đã chỉ ra rằng việc hư cấu hình tượng Gioana có thể là lời châm biếm dành cho Giáo hoàng John XI. Học giả người Ý là Onofrio Panvinio, dựa theo những ghi chép của Bartolomeo Platina, cho rằng truyền thuyết về Gioana là ám chỉ Giáo hoàng John XII - người có rất nhiều tình nhân, và một trong số ấy có tên Gioana, người về sau cũng có vai trò đáng kể trong thời gian nhiệm kỳ của ông.
Suốt quá trình diễn ra cải cách Kháng nghị, nhiều người Kháng Cách đã đem câu chuyện về Gioana vào tài liệu của họ nhằm bôi nhọ phe đối lập Công giáo, và phe Công giáo đã phàn bác lại, theo Pierre Gustave Brunet: ["Rất nhiều học giả, vào thế kỉ 16 và 17, sử dụng thuyết về Giáo hoàng Gioana, nhưng đều xuất phát từ bút chiến giữa phe ủng hộ Thần học Luther hay Thần học Calvin, và một bên biện hộ cho phe Công giáo"].

### Thời kỳ cận hiện đại
Nhiều học giả hiện đại xác nhận "Giáo hoàng Gioana" chỉ là truyền thuyết thời Trung Cổ, nhà sử học Anh là John Julius Norwich còn đưa ra diễn chứng logic cụ thể. Còn "Từ điển Oxford về Giáo hoàng" khẳng khái nhận xét rằng: ["Không có bất kỳ chứng cứ đáng tin, về ngày tháng lẫn hành vi cho sự xuất hiện của một Nữ Giáo hoàng"]. Dầu vậy, vẫn không thể phủ định truyền thuyết này đã được tin tưởng quá lâu trong hàng thế kỉ, cả người Công giáo vẫn tin.
Bộ Sách giáo khoa Công giáo (Catholic Encyclopedia), xuất bản năm 1910, đã thảo luận tỉ mỉ vấn đề này:
| “                                                | Between Leo IV and Benedict III, where Martinus Polonus places her, she cannot be inserted, because Leo IV died 17 July 855, and immediately after his death Benedict III was elected by the clergy and people of Rome; but, owing to the setting up of an Antipope, in the person of the deposed Cardinal Anastasius, he was not consecrated until 29 September. Coins exist which bear both the image of Benedict III and of Emperor Lothair, who died 28 September 855; therefore Benedict must have been recognized as pope before the last-mentioned date. On 7 October 855, Benedict III issued a charter for the Abbey of Corvey. Hincmar, Archbishop of Reims, informed Nicholas I that a messenger whom he had sent to Leo IV learned on his way of the death of this Pope, and therefore handed his petition to Benedict III, who decided it (Hincmar, ep. xl in P.L., CXXXVI, 85). All these witnesses prove the correctness of the dates given in the lives of Leo IV and Benedict III, and there was no interregnum between these two Popes, so that at this place there is no room for the alleged Popess. . Giữa Giáo hoàng Leo IV và Benedict III, thời điểm mà Martinus Polonus cho rằng có sự xuất hiện của Nữ Giáo hoàng, thực sự không có khả năng. Bởi vì Leo IV mất vào ngày 17 tháng 7 năm 855, thì ngay lập tức Benedict III đã được bầu chọn bởi các Giáo sĩ và dân chúng thành Rome, nhưng cũng vì sự phản đối của những phe đối lập như Hồng y Anastasius, mà lễ tôn phong (của Benedict III) phải dời đến ngày 29 tháng 9 cùng năm. Bên cạnh đó, đồng tiền xu đương thời có hình của Benedict III lẫn Hoàng đế Lothair, người qua đời vào ngày 28 tháng 9 năm 855, chứng tỏ Benedict III đã có danh vị Giáo hoàng một cách chính thức trước cả khi vị Hoàng đế này qua đời. Ngày 7 tháng 11 năm 855, Benedict III đã sắp xếp hoạt động nhượng đất cho Tu viện Corvey. Hincmar, Tổng giám mục Reims, cho Nicholas I biết rằng bức thư mà ông gửi cho Leo IV không kịp đến tay Giáo hoàng thì đã qua đời, do vậy phải thuyên chuyển sang cho người kế nhiệm là Benedict III, và sau cùng Tân Giáo hoàng cũng giải quyết yêu cầu này (Hincmar, ep. xl in P.L., CXXXVI, 85). Tất cả những chứng cứ khoa học này đã chứng minh, vào thời điểm vô chính phủ giữa hai vị Giáo hoàng là Leo IV và Benedict III, không có khả năng xuất hiện một "Nữ Giáo hoàng" nào như truyền thuyết thêu dệt. | ” |
| — Nhà thờ Công giáo La Mã, Catholic Encyclopedia | |   |

Ngoài ra, có một dẫn chứng khác là những người chống đối Giáo hoàng vào thế kỉ 9 vẫn không hề nhắc đến Nữ Giáo hoàng nào, mặc dù đây là điểm có lợi để bôi nhọ và chỉ trích chế độ Giáo hoàng mà họ cần. Ví dụ như Photios I xứ Constantinople, trở thành Thượng phụ trước khi bị Giáo hoàng Nicholas I phế truất, về sau ông hoạt động như một Thượng phụ tự xưng và chống đối Giáo hoàng, nhưng trong kho tàn dữ liệu đồ sộ của ông lại không nhắc đến bất kỳ scandal nào có lợi cho mình như Nữ Giáo hoàng Gioana trong truyền thuyết, thậm chí còn ghi: ["Leo và Benedict, liên tục trở thành những Tu sĩ vĩ đại của Nhà thờ Công giáo"]. Mặc dù vậy vẫn còn nhiều ý kiến bảo vệ quan điểm đã thực sự có một Nữ Giáo hoàng, nhưng không phải xen giữa Leo và Benedict. Tác giả của The Female Pope: The Mystery of Pope Joan là Rosemary Pardoe và Darroll Pardoe giả thiết rằng, Nữ Giáo hoàng nếu thật sự tồn tại thì có lẽ sẽ xảy ra ở giữa 1086 và 1108, thời điểm cực nhiều Giáo hoàng đối lập, hơn nữa thời kỳ này thì ghi chép chính thống về các Giáo hoàng hợp pháp như Victor III, Urban II và Paschal II lại thiếu thốn vì sự tấn công thành Rome của Hoàng đế Heinrich IV của Thánh chế La Mã, tiếp đó thành Rome còn phải hứng chịu sự cướp phá từ người Norman. Luận điểm này cũng chứng minh có khả thi khi truyền thuyết xuất phát đầu tiên từ Jean de Mailly được ghi là diễn ra vào năm 1099, rất phù hợp với niên đại này.
Chủ bút của tờ Catholic Herald là Peter Stanford, đã kết luận trong bài The Legend of Pope Joan: In Search of the Truth vào năm 2000 rằng: ["Mặc cho những chứng cứ trôi nổi trước mắt, tôi tin chắc Giáo hoàng Gioana là một hình tượng lịch sử có thực, dù những câu chuyện của bà về sau đã được lưu truyền thiếu chính xác và chặt chẽ"]. Và dù thiếu chứng thực, song câu chuyện về Giáo hoàng Gioana vẫn tồn tại và được tin qua hàng thế kỉ qua cũng là dấu hỏi lớn của giới học giả. Cuốn The New Anti-Catholicism của Philip Jenkins đưa ra nhận định rằng lý do dạng "Truyền thuyết phản Giáo hoàng" này tồn tại được, là dựa trên nền tảng chủ nghĩa nữ quyền và Phản Công giáo rất mạnh mẽ, thuộc phạm trù duy tính hơn là dựa vào cứ liệu chuẩn xác.

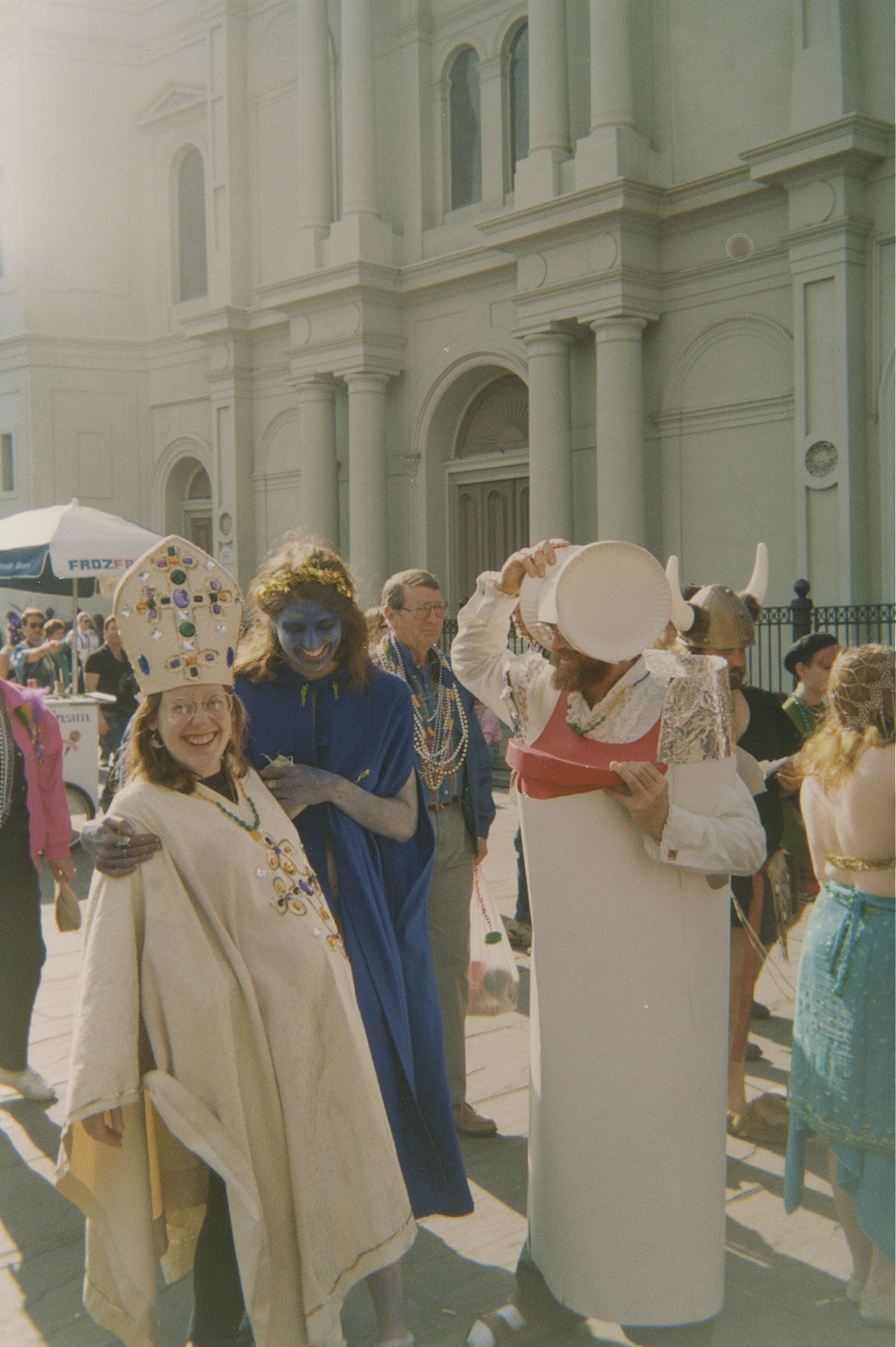
Dù được xác định là hư cấu, Giáo hoàng Gioana vẫn là hình tượng ảnh hưởng rộng lớn và nhiều người vẫn tin truyền thuyết này.

Cái ghế có khoét lỗ, "sede stercoraria", được đặt trong Tổng lãnh vương cung thánh đường Thánh Gioan Latêranô sau đó liền được đem ra nghiên cứu. Cái ghế này, cùng một cái ghế dùng cho vệ sinh đã được dùng trong lễ tấn phong của Giáo hoàng Pascal II vào năm 1099, và câu chuyện về kết cấu của chiếc ghế vẫn còn là đề tài tranh luận không có hồi kết. Có suy đoán rằng đây chỉ là một cái bidet kiểu La Mã, hoặc một cái ghế dùng cho việc lâm bồn thời kỳ hoàng gia La Mã, được dùng bởi các Giáo hoàng chỉ đơn giản là khẳng định vị thế hoàng gia (Imperial claims), như trường hợp danh hiệu tiếng Latinh là [Pontifex maximus]. Học giả Alain Boureau trích dẫn lời của nhà nghiên cứu khoa học nhân văn là Jacopo d'Angelo de Scarparia, từng đến thành Rome năm 1406 để chứng kiến sự tôn phong của Giáo hoàng Gregory XII, thuật lại rằng: ["Đức Giáo hoàng ngồi trên hai cái 'ghế khoét lỗ', và theo 'những truyền thuyết điên rồ' thì Giáo hoàng phải được xác minh là nam giới"], cho thấy hệ quả truyền thuyết về Giáo hoàng gioana đã ảnh hưởng rất lớn và trong nhiều thế kỉ. Và các Giáo hoàng từ giữa thế kỉ 13 quả thực tránh con đường giữa Tổng lãnh vương cung và Tòa vương cung St Peter's, như Martin thành Opava nhận định. Tuy nhiên, cái thủ tục này lại không có gì chứng minh là từ trước thế kỉ 13, thời điểm mà Martin cho là xuất hiện Giáo hoàng Gioana. Việc thủ tục này xuất hiện không rõ ràng, nhưng có vẻ nó cũng là hệ quả của truyền thuyết Giáo hoàng Gioana từ ghi chép của Martin.
Một vấn đề thường liên hệ đến sự tồn tại của Giáo hoàng Gioana là không bao giờ có [Giáo hoàng John XX] trong danh sách Giáo hoàng truyền thống hợp pháp, đây được cho là biểu hiện của việc phải đếm số lại thứ tự Giáo hoàng để Gioana biến mất hoàn toàn trong lịch sử. Tuy nhiên, theo Louis Duchesne, việc sắp xếp lại thứ tự Giáo hoàng là từ sự hiểu nhầm ghi chép cổ, vào thế kỉ 11, sau thời đại Giáo hoàng John XIX đã có nhầm lẫn khi cho rằng Giáo hoàng John XIV là hai người, dẫn đến tính ra thành [Iohannes XIV] và [Iohannes XIV bis]. Sự sai lầm này kéo dài đến Giáo hoàng John XIX sau thế kỉ 13. Đến khi Petrus Hispanus đăng ngai Giáo hoàng năm 1276 và chọn tên [John], ông quyết định sửa sai lầm này bằng cách bỏ qua con số XX, trở thành Giáo hoàng John XXI, dẫn đến việc ngộ nhận có sự tồn tại của [John XIV "bis"] trong lịch sử.

## Văn hóa đại chúng
Hình ảnh Giáo hoàng Gioana trở thành đề tài cho tiểu thuyết, phim ảnh hay sân khấu, như vở kịch của Ludwig Achim von Arnim tên Päpstin Johanna (1810), một khúc đoạn của Bertolt Brecht trong Werke, và một vở kịch độc diễn (monodrama) của Cees van der Pluijm tên Pausin Johanna (1996),...
Cuốn tiểu thuyết The Papess Joanne xuất bản năm 1866 của tiểu thuyết gia người Hy Lạp Emmanuel Rhoides, về sau đã được chú ý bởi Mark Twain và Alfred Jarry, và sau đó được dịch bởi Lawrence Durrell thành cuốn The Curious History of Pope Joan. Cuốn tiểu thuyết Pope Joan của Donna Woolfolk Cross cũng lấy đề tài về Giáo hoàng Gioana, bên cạnh còn có Das Mährchen von der Päpstin Johanna auf’s Neue erörtert của Wilhelm Smets, Black Magic của Marjorie Bowen, Päpstin Johanna của Ludwig Gorm, La Papesse Jeanne của Yves Bichet. Có hai phim điện ảnh về Giáo hoàng Gioana, là Pope Joan của đạo diễn Michael Anderson do nữ diễn viên Liv Ullmann thể hiện. Sau đó vào năm 2009, một bộ phim cùng tên được đạo diễn bởi Sönke Wortmann trình chiếu, do nữ diễn viên Johanna Wokalek thể hiện.

### Sơ cấp
- Jean de Mailly Chronica Universalis Mettensis (1254)
- Martin thành Opava Chronicon pontificum et imperatorum (1278)

### Thứ cấp
- Gustave Brunet (1880). La papesse Jeanne etude historique et litteraire par Philomneste junior (bằng tiếng Pháp) . Bruxelles: J. Gay.
- Clement Wood, The Woman Who Was Pope, Wm. Faro, Inc., NYC 1931
- Arturo Ortega Blake, Joanna Kobieta która zostala Papiezem, Edit. Philip Wilson, 2006. Published in Warszawa, ISBN 83-7236-208-4.
- Alain Boureau, The Myth of Pope Joan, University Of Chicago Press, 2000. Published in Paris as La Papesse Jeanne. The standard account among historians, ISBN 978-0226067452.
- Stephen L. Harris, Bryon L. Grigsby, Misconceptions about the Middle Ages, Routledge, 2007. ISBN 978-0415871136.
- Peter Stanford, The She-Pope. A Quest for the truth behind the Mystery of Pope Joan, Heineman, London 1998 ISBN 0-434-02458-9. Published in the US as The Legend of Pope Joan: In Search of the Truth, Henry Holt & Company, 1999. A popularized journalistic account.
- "Top 5 Myths About the Papacy"
- Joan Morris, Pope John VIII, an English Woman, Alias Pope Joan Vrai Publishers, London 1985 ISBN 978-0951027219.
- Michael E. Habicht,Päpstin Johanna. Ein vertuschtes Pontifikat einer Frau oder eine fiktive Legende? epubli, Berlin 2018 ISBN 978-3-746757-36-0. Article
- Michael E. Habicht,Pope Joan: The covered-up pontificate of a woman or a fictional legend? epubli, Berlin 2018 ISBN 978-3-746764-33-7.Legends of a Medieval Female Pope May Tell the Truth

### Tiểu thuyết
- Donna Woolfolk Cross, Pope Joan: A Novel Three Rivers Press, 2009.
- Lawrence Durrell, The Curious History of Pope Joan. London: Derek Verschoyle, 1954. Freely translated from the Greek Papissa Joanna, 1886, by Emmanuel Rhoides.
- Emmanuel Rhoides, Papissa Joanna translated by T. D. Kriton, Govostis, Athens, 1935.